# Aníbal Pinto (Fußballspieler)
Aníbal Hernán Pinto Sánchez (* 20. Februar 1971 in San Pedro) ist ein ehemaliger chilenischer Fußballspieler. Der Torwart bestritt ein Länderspiel.

## Karriere

### Verein
Aníbal Pinto begann seine Profikarriere 1991 bei Deportes Melipilla in der Primera B und stieg 1992 mit dem Verein aus dem Süden Chiles auf. 1995 wechselte der Torhüter zu Universidad de Chile, wurde jedoch direkt weiter an den CD Palestino verliehen. 1997 wechselte er zu Deportes Antofagasta, wo er nach einer Zwischenstation in der Primera B bei Everton 1999 zum zweiten Mal unterschrieb. Nach einem weiteren Mal bei Everton, das mittlerweile wieder in der Primera División spielte, beendete Pinto seine Profikarriere.
Nach Ende seiner aktiven Laufbahn war er als Torwarttrainer bei verschiedenen Vereinen tätig, darunter Melipilla, San Marcos und Ñublense.

### Nationalmannschaft
Aníbal Pinto wurde von Nationaltrainer Mirko Jozić für die drei Freundschaftsländerspiele im März 1993 nominiert. Er bestritt sein einziges Länderspiel gegen Saudi-Arabien, als er in der 46. Spielminute für Nelson Tapia eingewechselt wurde.